# William Johnson Sollas
William Johnson Sollas, född 30 maj 1849 i Birmingham, död 20 oktober 1936, brittisk geolog och paleontolog, professor i geologi vid University College, Bristol, Trinity College, Dublin, och Oxfords universitet.
Sollas uppfann metoden att studera fossil genom sekvenser av slipsnitt genom anatomiska strukturer. Slipsnittsekvenserna gjorde det möjligt att bygga tredimensionella modeller i lämplig förstoringsskala. Ett berömt fossil som Sollas undersökte på detta sätt är det gåtfulla ryggradsdjuret Palaeospondylus.
Sollas metod tillämpades främst av den s.k. Stockholmsskolan inom paleontologin (Erik Stensiö, Erik Jarvik, Gunnar Säve-Söderbergh, Hans Bjerring).

## Utmärkelser
Sollas tilldelades 
- Bigsbymedaljen 1893
- Royal Medal 1914.